# Rio Tacuarí

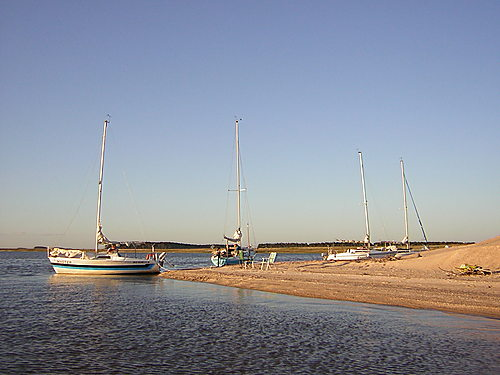
Imagem do rio Tacuarí, Uruguai

O rio Tacuarí é um curso de água,  afluente da lagoa Mirim .
A sua nascente é a coxilha Grande,  os maiores afluentes sao os arroios de los Conventos, de Santos, Malo e Cañada Grande.
Seu comprimento e de 230 km, a área da bacia e de 4.600 km². 